# Dunluce (Dullatur)
Dunluce ist eine Villa in der schottischen Ortschaft Dullatur in der Council Area North Lanarkshire. Sie liegt in der Prospect Road im Nordwesten der Ortschaft. 1979 wurde Dunluce in die schottischen Denkmallisten in der höchsten Kategorie A aufgenommen.

## Beschreibung
Dunluce könnte ein Entwurf Alexander Thomsons sein, wahrscheinlich stammt er aber von seinem Partner Robert Turnbull. Die von 1875 bis 1876 gebaute Villa weist Merkmale der griechischen und ägyptischen Architektur auf, die typisch für Thomsons Arbeiten sind. Die Front des zweistöckigen Gebäudes ist der Straßenseite zugewandt und somit nach Norden gerichtet. Sie ist symmetrisch mit drei vertikalen Fensterachsen aufgebaut. Die etwas vorspringenden, länglichen Drillingsfenster im Erdgeschoss sind durch Blendpfeiler voneinander getrennt und durch ein darüberliegendes Gesimse entlang der Fassade miteinander verbunden. Ein Säulenpaar umrahmt den mittigen Eingangsbereich. Im Obergeschoss sind ein Drillingsfenster oberhalb des Eingangs und zwei äußere Zwillingsfenster zu finden, die analog jenen im Erdgeschoss ausgeführt sind. Das Gebäude schließt mit einem flachen, schiefergedeckten Zeltdach ab. Rückwärtig schließt ein flacherer Flügel an den Haupttrakt an. Die östlich angrenzende Villa Woodend wurde ebenfalls von Thomson geplant und weist ähnliche architektonische Merkmale auf. 